# 412 Elisabetha
Elisabetha (asteroide 412) é um asteroide da cintura principal com um diâmetro de 90,96 quilómetros, a 2,6506037 UA. Possui uma excentricidade de 0,0405372 e um período orbital de 1 677,13 dias (4,59 anos).
Elisabetha tem uma velocidade orbital média de 17,91985201 km/s e uma inclinação de 13,77747º.
Esse asteroide foi descoberto em 7 de Janeiro de 1896 por Max Wolf.